# TOKYO SPORTS TODAY
TOKYO SPORTS TODAY（トーキョー・スポーツ・トゥデイ）はニッポン放送で放送された番組である。
当ページでは、上記番組と、ニッポン放送にて放送される東京オリンピック、東京パラリンピック関連コーナーについても触れる。

## 概要
ニッポン放送では連日『ニッポン放送ショウアップナイター』でナイター中継を行い、前座番組『ショウアップナイタープレイボール』と後座番組『ショウアップナイターハイライト』とともにプロ野球を中心にスポーツ情報を届けているが、2021年7月23日に開幕する2020年東京オリンピックを前に、7月14日をもってペナントレースを中断、17日のオールスターゲーム第2戦で、一旦試合が中断されるため、ショウアップナイター群も一旦休止となる。
それに代わって7月20日 - 8月8日の期間限定で編成されるのが当番組で、日本代表選手のメダル獲得の瞬間の音源やその日に行われた注目競技のハイライトを交えながら放送するオリンピック専門番組を編成することとなった。
メインパーソナリティはニッポン放送スポーツ部アナウンサーが務め、ナイター解説者がパートナーを務めた。ただし、ジャパンコンソーシアムの実況要員である山内宏明と洗川雄司、ならびにニッポン放送オリンピックリポーターを務める大泉健斗についてはこの番組は担当しなかった。
なお、民放ラジオ99局共同制作番組『東京2020オリンピックハイライト』は昼版を当番組の前時間に、夜版を当番組の後時間に放送した。

## 担当者と特別番組の一覧
当項では『TOKYO SPORTS TODAY』以降に「ショウアップナイター」枠内で放送される特別番組についてもフォローする。いずれの番組も関東ローカルのため、NRNナイターネット局へは『サウンドコレクション』が裏送りされた。
7月20日
- 17:40 - 18:30　煙山光紀、真中満
  - 18:30 - 20:30　ニッポン放送開局67周年・“冗談工房”結成65周年記念 特別番組「三木鶏郎とニッポン放送」（高田文夫、箱崎みどり ゲスト:泉麻人、鈴木慶一）
  - 20:30 - 21:20　ももいろクローバーZ 高城れにのももクロくらぶxoxoEX

7月21日
- 17:40 - 18:30　山田透、里崎智也
  - 18:30 - 20:30　ナイツ・中川家 ザ・ラジオショー スポーツスペシャル（ナイツ、中川家 ゲスト:しずる、トム・ブラウン、ティモンディ）
  - 20:30 - 21:20　ももいろクローバーZ 佐々木彩夏のももクロくらぶxoxoEX

7月22日
- 17:40 - 18:30　松本秀夫、野村弘樹
  - 18:30 - 19:30　弘兼憲史 黄昏ヒットパレード
  - 19:30 - 20:30　水木翔子の洒落と歌の日々（水木翔子、石川みゆき）
  - 20:30 - 21:20　ももいろクローバーZ 玉井詩織のももクロくらぶxoxoEX

7月23日
- 17:40 - 19:30　小永井一歩、江本孟紀
  - 19:30 - 19:40　東京2020オリンピックハイライト
  - 19:40 - 20:30　SDGs MAGAZINE　※通常はナイターのない土曜日に月1回ペースで放送。
  - 20:30 - 21:20　ももいろクローバーZ 百田夏菜子のももクロくらぶxoxoEX

7月24日
- 17:45 - 19:35　煙山光紀、谷繁元信
  - 19:35 - 19:40　東京2020オリンピックハイライト
  - 19:40 - 20:10　ことばのチカラ 〜成功へのターニングポイント〜　※通常は月曜定時番組であるが、聴取率調査期間による休止分の補填として編成。
  - 20:10 - 21:10　KIREI NOTE Lounge（高橋愛、岡田ロビン翔子）　※通常はナイターのない日曜日に月1回ペースで放送。ラジオ大阪との共同制作番組。

7月25日
- 17:45 - 19:55　師岡正雄、川相昌弘
  - 19:55 - 20:00　東京2020オリンピックハイライト
  - 通常18時台に放送される『渡部陽一 明日へ喝!』は休止。

7月26日
- 17:40 - 19:30　小永井一歩、川相昌弘
  - 19:30 - 19:40　東京2020オリンピックハイライト
  - 通常この時間に放送される『パンサー向井のチャリで30分』、『私の正論』、『SOMETIME'Sのアップアップガーリック』、『ガクのネ』は休止、『箱崎みどり BOOK & MUSIC SHELF』は信越放送へ裏送り。

7月27日
- 17:40 - 19:30　小永井一歩、佐々木主浩
  - 19:30 - 19:40　東京2020オリンピックハイライト
  - 19:40 - 22:00（試合終了まで）　東京2020オリンピック ソフトボール 決勝「日本×アメリカ」（競合局のNHKラジオ第一放送・TBSラジオ・文化放送でも中継。地方局ではHBCラジオとCBCラジオがネット）
    - 当初は21:20まで「TOKYO SPORTS TODAY」の放送を予定していたが、上記中継番組のため短縮となった。このため21:20 - 22:00の番組も急遽休止（うち「スポーツ伝説」はネット局へ裏送り）となる。

7月28日
- 17:40 - 19:30　小永井一歩、里崎智也
  - 19:30 - 19:40　東京2020オリンピックハイライト
  - 19:40 - 20:40　阿部亮のNGO世界一周! ～長野県白馬村の再生仕掛け人
  - 20:40 - 21:20　コロナ禍の夏に克つ!（亀井静香、島田潔、森田耕次）

7月29日
- 17:40 - 19:30　小永井一歩、大矢明彦
  - 19:30 - 19:40　東京2020オリンピックハイライト
  - 19:40 - 21:20　伝説の箱根アフロディーテから50年～ピンク・フロイド貴重音源、奇跡の発掘～（亀渕昭信、伊藤政則、熊谷実帆）

7月30日
- 17:40 - 19:30　第1部　小永井一歩、真中満
- 19:40 - 21:20　第2部『アスリート応援! りかもかのラジオでエール!』（足立梨花、橋本萌花）
  - 19:30 - 19:40　東京2020オリンピックハイライト

7月31日（放送休止）
- 当初は17:45 - 21:10に山田透と若松勉の進行で放送する予定であったが、全編を下記中継番組に変更。
  - 17:45 - 21:10（試合終了まで）　東京2020オリンピック 男子サッカー 準々決勝「日本×ニュージーランド」（競合局のNHKラジオ第一放送・エフエムナックファイブでも中継）

8月1日
- 17:45 - 19:55　松本秀夫、江本孟紀
  - 19:55 - 20:00　東京2020オリンピックハイライト
  - 7月25日同様に『渡部陽一 明日へ喝!』は休止。

8月2日
- 17:40 - 18:40　小永井一歩、川相昌弘
  - 18:40 - 18:50　東京2020オリンピックハイライト
  - 18:50 - 22:00（試合終了まで）　東京2020オリンピック 野球 準々決勝「日本×アメリカ」（競合局のNHKラジオ第一放送でも中継。地方局では信越放送がネット）
    - 7月26日同様に当該時間帯の通常番組は休止または裏送りとなる。
    - 当初は19:30まで「TOKYO SPORTS TODAY」の放送を予定していたが、上記中継番組のため短縮となった。このため19:40 - 22:00の番組も急遽休止（うち「スポーツ伝説」はネット局へ裏送り）となる。

8月3日
- 17:40 - 19:30　小永井一歩、里崎智也
  - 19:30 - 19:40　東京2020オリンピックハイライト
  - 19:40 - 22:00（試合終了まで）　東京2020オリンピック 男子サッカー 準決勝「日本×スペイン」（競合局のNHKラジオ第一放送・文化放送・エフエムナックファイブでも中継。地方局ではCBCラジオがネット）
    - 当初は21:20まで「TOKYO SPORTS TODAY」の放送を予定していたが、上記中継番組のため短縮となった。このため21:20 - 22:00の番組も急遽休止（うち「スポーツ伝説」はネット局へ裏送り）となる。

8月4日
- 17:40 - 18:40　小永井一歩、谷繁元信
  - 18:40 - 18:50　東京2020オリンピックハイライト
  - 18:50 - 22:00（試合終了まで）　東京2020オリンピック 野球 準決勝「日本×韓国」（競合局のNHKラジオ第一放送・TBSラジオ・文化放送でも中継。地方局ではHBCラジオ・CBCラジオ・KBCラジオがネット）
    - 当初は21:20まで「TOKYO SPORTS TODAY」の放送を予定していたが、上記中継番組のため短縮となった。このため21:20 - 22:00の番組も急遽休止（うち「スポーツ伝説」はネット局へ裏送り）となる。

8月5日
- 17:40 - 21:20　小永井一歩、野村弘樹
  - 「東京2020オリンピックハイライト」は内包番組扱いで19:30 - 19:40に放送。

8月6日（放送休止）
- 当初は18:40 - 21:20に小永井一歩と里崎智也の進行で放送する予定であったが、下記中継番組を一旦19:40 - 22:00に編成したため18:40 - 19:30に短縮。しかし該当試合の時間変更により、全編中継番組に差し替えとなった。
  - 17:40 - 21:00　東京2020オリンピック 男子サッカー 3位決定戦「日本×メキシコ」（競合局のNHKラジオ第一放送・文化放送でも中継。地方局ではHBCラジオ・CBCラジオがネット）
  - 21:00 - 22:00　坂本梨紗のヘルシー・メルシー!　※通常はナイターのない日曜日もしくはホリデースペシャル枠で月1回ペースで放送。当初は17:40 - 18:40に放送予定であった。
    - 21:20 - 22:00の番組の通常番組は、中継番組編成の段階で休止となった（うち「スポーツ伝説」はネット局へ裏送り）。

8月7日
- 17:45 - 18:45　煙山光紀、真中満
  - 18:45 - 18:50　東京2020オリンピックハイライト
  - 18:50 - 22:00（試合終了まで）　東京2020オリンピック 野球 決勝（競合局のNHKラジオ第一放送・TBSラジオ・文化放送でも中継。その他複数の地方局でネット）
    - 当初は21:10まで「TOKYO SPORTS TODAY」の放送を予定していたが、上記中継番組のため短縮となった。このため21:10 - 22:00の番組も急遽休止となる。

8月8日
- 17:45 - 19:55　師岡正雄、谷繁元信
  - 19:55 - 20:00　東京2020オリンピックハイライト
  - 7月25日と8月1日同様に『渡部陽一 明日へ喝!』は休止。

## 関連コーナー

### 東京オリンピック
- TOKYO TODAY'S REPORT

7月26日 - 8月6日、『飯田浩司のOK! Cozy up!』の6:30頃、『辛坊治郎ズーム そこまで言うか!』（月 - 木曜）および『うどうのらじお』（金曜）の16:30に編成。
前日のメダル獲得情報、当日の競技結果を同局五輪専従リポーターである大泉と同じくリポーターを兼務する『ズーム』の水曜代理パーソナリティを担当している吉田尚記が出演し、コーナー出演後に取材に赴く競技会場の競技の展望を伝えた。主に朝は大泉、夕方は吉田が担当。
また、吉田は『あなたとハッピー!』、『高田文夫のラジオビバリー昼ズ』、『ザ・ラジオショー』内でもリポートを行うほか、適宜各生放送番組でレポートを入れた。
週末に関してはコーナーは特に設けておらず、『ハッピー』『ビバリー』『ラジオショー』などと同様に適宜各生放送番組でレポートを入れた。
- 東京オリンピックメダル速報

先述のものとは別に、日本人選手団にメダル獲得の情報が入った際に、ニッポン放送スポーツ部アナウンサーが割り込んで伝えた。

### 東京パラリンピック
- TOKYO2020 パラリンピック レポート

8月24日 - 9月5日、編成時間は『TOKYO TODAY'S REPORT』と同一。
前日のメダル獲得情報、当日の競技結果やニッポン放送パラリンピック専従レポーターである新行市佳と東京オリンピックではジャパンコンソーシアムに派遣されていた洗川雄司が出演し、コーナー出演後に取材に赴く競技会場の競技の展望を伝える。

### その他
- BEIJING TODAY'S REPORT

2022年2月4日 - 、『飯田浩司のOK! Cozy up!』の6:30頃、に編成。
前日のメダル獲得情報、当日の競技結果を2022年北京オリンピック専従リポーターである洗川が出演し、コーナー出演後に取材に赴く競技会場の競技の展望を伝える。